# شویرتسهایم
شویرتسهایم (به آلمانی: Schwirzheim) یک شهر در آلمان است که در بیتبورگ-پروم واقع شده‌است.